# Вторая Иудейская война
Вторая Иудейская война (ивр. מרד הגלויות или מרד התפוצות‎ — Меред ха-Галуйот или Меред ха-Тфуцот: «восстание в изгнании») 115—117 гг. н. э. — вторая из еврейско-римских войн. Восстание охватило восточные провинции Римской империи: Киренаику, Мармарику, Египет, Кипр, Палестину, Месопотамию. Это восстание было вторым в серии выступлений против римлян, которые привели в итоге к уничтожению иудейской государственности во времена Второго Храма. Хотя это восстание наименее известное из трёх других, динамика, которая привела к нему, жажда избавления от порабощающей власти, а также плачевный результат, были теми же самыми.

## Исторический фон

### Еврейская диаспора
Дни Второго Храма характеризовались тем, что, пока часть евреев жила на своей земле и поддерживала духовный и политический центр в Иерусалиме, в то же время в других местах, в диаспоре, существовали еврейские центры, которые поддерживали взаимоотношения между ними. Как и евреи Палестины, в римские времена большинство евреев диаспоры находились под властью Римской империи, и на её территории существовало множество еврейских общин, включая общины в Александрии, Киренаике и на Кипре.

### Иудаизм и эллинизм
Доминировавшая в Восточном Средиземноморье эллинистическая культура носила космополитический характер, не будучи строго привязанной к географическому или национальному фактору. Точно так же эллинистический иудаизм во времена Второго Храма претерпел ту же трансформацию, выбравшись из этнических рамок, зависящих от географического положения, которое было важно для иудейского самоопределения до разрушения Первого Храма. Иудаизм эллинистического периода приобрёл характер всемирного сообщества, основанного на религиозно-ритуальных и культурных особенностях. В городах Ближнего Востока эллинисты и евреи жили бок о бок, и число людей, обращающихся в иудаизм, постепенно росло. Ряд отдельных мировоззрений боролись за сердца людей, ломая старые рамки древнеримской культуры. Наряду с эллинизмом существовал иудаизм, и внутри него возник эллинистический иудаизм.
Борьба между евреями и эллинистами была особенно острой в Иудейском царстве. И Хасмонеевское восстание, и Великое восстание (Первая Иудейская Война) включали в себя элемент межкультурной борьбы между эллинистической и еврейской культурами. Эта борьба могла носить как этнический, так и религиозный характер, например, война священника Матитьяху против греков.
За пределами Иудейского царства борьба между эллинистической культурой и еврейской культурой, а также между эллинистическим и еврейским населением продолжалась столь же ожесточённо. Летопись евреев Александрии и Антиохии содержит упоминания об этой борьбе. Особенно хорошо известен еврейский погром в Александрии во времена Калигулы, в 38 г. н. э., который произошёл на фоне борьбы евреев за равные права с греками. Это восстание было своеобразной прелюдией к событиям Великого восстания. Во время самого Великого восстания события распространились из Палестины на территорию Александрии, и римский ставленник, отринувший иудаизм еврей Тиберий Юлий Александр, использовал свою армию против евреев, убив пятьдесят тысяч человек.
После Великого восстания эллинистические жители затронутых городов почувствовали, что можно «избавиться» от евреев. Выражение этого чувства было дано народом Антиохии, который просил Тита отказать евреям в правах и изгнать их из города, но их просьба была отклонена. Преследования евреев со стороны жителей городов были обычным явлением в те дни. Таким образом, был готов фон для взаимного насилия.

### Стремление к избавлению после Великого восстания
Стремление к избавлению было обычным явлением среди общин диаспоры, а также среди евреев Иудеи. Положение евреев диаспоры было ненамного лучше, чем положение евреев Иудеи после Великого восстания. «Еврейский налог», который был введен после восстания, также взимался с них в полной мере. Еврейские беженцы, прибывшие из Иудеи в города диаспоры, также принесли с собой рассказы о восстании и о национальном духе, который побудил к восстанию. В основном это были такие похожие сикарийские группы, которые бежали от римлян — как от военных, так и от карательных органов — и направились в Египет и Киренаике. Подобные мессианские элементы стремились разжечь огонь восстания против римлян, но теперь за пределами Иудеи. Они могли использовать в своих интересах напряженность, которая царила между евреями и местными жителями в крупных городах, таких как Александрия в Египте, в основном на политико-правовой основе (вопрос о гражданском статусе евреев в городах полиса), но в данных обстоятельствах эта напряженность могла бы фактически служить мессианским национальным целям.

### Хронология Второй Иудейской Войны
Название Война Квиета, или Война Китоса происходит от имени римского генерала мавританского происхождения Лузия Квиета, который безжалостно подавил еврейское восстание в Месопотамии. Лузий Квиет был направлен императором Траяном в качестве прокуратора в Иудею для усмирения восставших. На этой должности он оставался до тех пор, пока его не отозвали в Рим, где он, как потенциальный конкурент, был казнён по приказу императора Адриана.
В 115 году римская армия под руководством Траяна вела борьбу с Парфянской империей. В это время среди евреев диаспоры началось восстание в Киренаике, в которое также был вовлечён Египет и Кипр. В Кирене (Киренаика) повстанцы (возглавлявшиеся Лукуасом или Андреасом, который называл себя царём, по сообщениям Евсевия Кесарийского) разрушили языческие храмы, в том числе: Гекаты, Юпитера, Аполлона, Артемиды и Исиды, а также символику римского владычества, базилики и термы. Греческое и римское население было истреблено.
Сохранился свиток папируса из Египта, в котором описывается страх римлян перед восставшими.
Еврейская энциклопедия так описывает резню в Киренаике:

После этого восстания Ливия обезлюдела до такой степени, что несколько лет спустя пришлось заново создавать там колонии (Евсевий Кесарийский, «Хроника» от армян, четырнадцатый год Адриана). Епископ Синезий, сам уроженец Киренаики начала V века, рассказывает об опустошениях, причиненных восставшими евреями.— «О царской власти», стр. 2
Затем один из еврейских вождей Лукуас (Лука) направился к Александрии, вошёл в брошенный римскими войсками город и поджёг его. Языческие храмы и гробница Помпея были уничтожены. Траян направил новые войска под командованием преторианского префекта Квинта Марция Турбона, а Египет и Киренаика были усмирены только осенью 117 года. Усмирён также был и Кипр, где евреи во главе с Артемионом в начале восстания овладели островом. Согласно еврейской энциклопедии, «…под руководством некоего Артемиона, кипрские евреи участвовали в Великом восстании против римлян при Траяне (117), и они, как сообщается, убили 240 000 греков». Римская армия отвоевала столицу и евреям было запрещено жить на острове.
Новое восстание возникло в Месопотамии, в то время как Траян вёл свои войска против Парфянской Империи к Персидскому заливу. Траян покорил Нисибис, Эдессу и Селевкию на Тигре; в каждом из этих городов имелись древние и известные еврейские общины. Даже после окончания восстания ситуация для Траяна оставалась непростой, и он направил мавританского генерала Лузия Квиета для карательных акций против кипрских, месопотамских и сирийских евреев, назначив его наместником Иудеи.
Восстания евреев в Киренаике, на Кипре и в Египте в последние годы императора Траяна ещё не были полностью подавлены, когда Адриан взял на себя бразды правления в 118 году. Тяжесть войны был перенесена в Иудею, куда бежали еврейские руководители восстания. Квинт Марций Турбон преследовал их, и приговорил к смертной казни братьев Юлиана и Паппуса, которые были главами восстания. Лузий, усмиривший евреев Месопотамии, принял командование над римской армией в Иудее и осадил Лидду, где повстанцы собрались под руководством Юлиана и Паппуса. Бедствия стали настолько велики, что Рабан Гамлиэль II, который оставался там в осаде, постился даже в Хануку. Другие раввины осудили эту меру. Вскоре после этого Лидда пала, и множество евреев было казнено, а «убиенные из Лидды» часто упоминаются в словах благоговейных похвал в Талмуде. Юлиан и Паппус были среди тех, кого римляне казнили в том же году.
Одна из позднейших традиций Талмуда передаёт, что римский полководец, причинивший столько несчастий евреям, как раз в это время внезапно был казнён. Источники упоминают Квинта Марция Турбона, но более вероятно, что этот рассказ относится к Квиету, тем более, что есть ещё одно предание, по которому Лузий Квиет был отозван в Рим Адрианом и вскоре казнён им в 118 году как возможный претендент на престол.
Ситуация в Иудее оставалась довольно напряжённой для римлян, которые были должны при Адриане постоянно перемещать VI Железный легион, чтобы контролировать Иудею, а также для противодействия восстанию Бар-Кохбы.